# ويليام مورتون مريديث
ويليام مورتون مريديث (بالإنجليزية: William Morton Meredith)‏ هو صحفي أمريكي، ولد في 1835، وتوفي في 1917.